# Берцано ди Сан Пјетро
Берцано ди Сан Пјетро (итал. Berzano di San Pietro) је насеље у Италији у округу Асти, региону Пијемонт.
Према процени из 2011. у насељу је живело 263 становника. Насеље се налази на надморској висини од 399 м.

## Становништво
| 1931. | 1936. | 1951. | 1961. | 1971. | 1981. | 1991. | 2001. | 2011. |
| ----- | ----- | ----- | ----- | ----- | ----- | ----- | ----- | ----- |
| 641   | 646   | 480   | 400   | 338   | 338   | 354   | 406   | 431   |